# Doyenné du Comice (pera)
Doyenné du Comice (en España: 'Decana del Comicio') es una variedad cultivar de pera europea Pyrus communis. Esta pera está cultivada en la colección de la Estación Experimental Aula Dei (Zaragoza). El cultivo de esta pera está muy difundido en España, aunque es originaria de Angers (Francia) donde fue creada en el siglo XIX. En Francia 'Doyenné du Comice' es la tercera variedad de pera más consumida.

## Sinonimia
- "Decana del Comicio" en E.E. de Aula Dei (Zaragoza) España.[1][7][8]
- "Decana del Congreso",
- "Poire du Comice",
- "Beurré Robert", (por error - ver la errata del tomo 2 del "Dictionnaire de Pomologie Leroy").
- "Comice",
- "Decana del Comizio" (Italia).[9]

## Historia

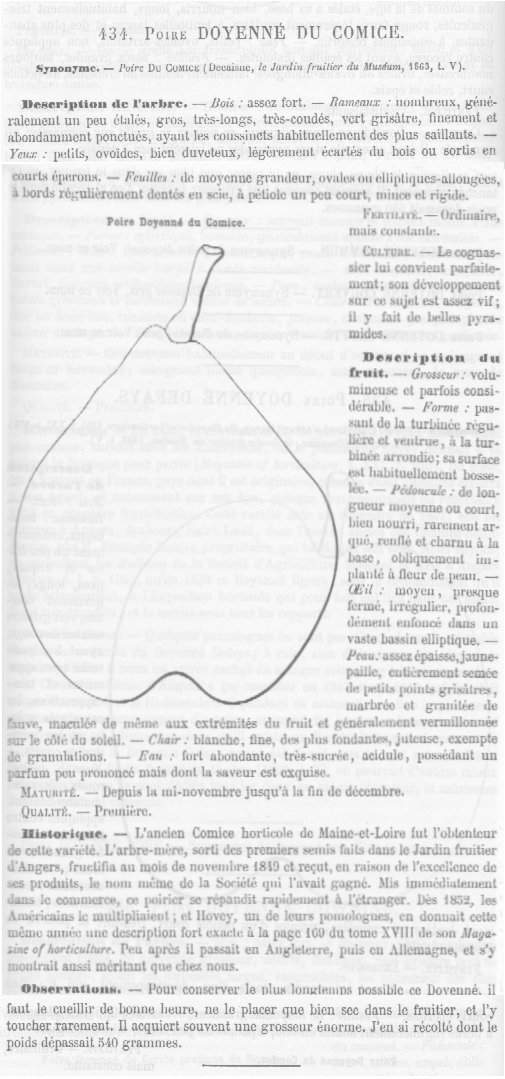
Dictionnaire de pomologie, (tomo 2, páginas 60-62), André Leroy - 1867.

Esta variedad fue obtenida en el huerto de frutas del Comice horticole d'Angers por Hilaire Dhommé y Pierre-Aimé Millet de la Turtaudière"". En 1848, un árbol joven plantado en la década de 1840 comenzó a dar frutos. La calidad de estos hizo que los "Comicios"" decidieran mantener el árbol bajo vigilancia: 

“una nueva pera procedente de las plántulas elaboradas por el Comice, especialmente supervisada por el Sr. Millet, es enviada a una próxima cosecha, para decidir cuál será. cualidades constantes ”.

 Al año siguiente, la calidad de la fruta se mantuvo igual y se consideró fija.
André Leroy, un viverista angevino, decide agregar la variedad a su catálogo. Habiendo abierto recientemente una sucursal en Rochester, Estados Unidos, rápidamente se comercializó y se cultivó allí. Charles Mason Hovey lo describió ya en 1852 en "The Magazine of Horticulture". El árbol también pasa a cultivarse con éxito en Inglaterra y Alemania.
Durante la primera y segunda sesión del "Congreso Pomológico de Francia" en 1856 y 1857, se clausuró con una opinión favorable. No se adoptó definitivamente hasta la tercera sesión en 1858. En 1894, el "London Horticultural Journal" la nombró "la mejor pera del mundo".
Su difusión a los consumidores en general fue marginal durante el siglo XIX. No fue hasta el siglo XX en que se produjo un gran aumento de la producción.
Consta una descripción del fruto: Leroy, 1867 : 60; Hedrick, 1921 : 153; Kessler, 1949: 99; Baldini y Sacaramuzzi, 1957 : 302; CTIFL, 1967 y en E. E. Aula Dei.

## Cultivo de 'Doyenné du Comice'
En Francia, cerca de 800  hectáreas se dedican a su producción, principalmente en la Provenza, pero también en el Valle del Loira y en los valles del Ródano y Garona. Existe una competencia muy fuerte en la producción europea, principalmente de vecinos cercanos ( Holanda e Italia). A nivel de los países productores fuera de temporada (hemisferio sur), son Sudáfrica y Chile los principales exportadores a la Unión Europea.
En el Reino Unido, la producción de 'Doyenné du Comice' ascendió a 3.000 toneladas en 2011, muy por detrás de las 26.000 toneladas de la pera Conference. También se produce en Bélgica, Italia, Países Bajos, Portugal, Sudáfrica, Estados Unidos (en los estados de California, Oregón y Washington), así como en Nueva Zelanda.
En España 'Decana del Comicio' está considerada incluida en las variedades locales autóctonas muy antiguas, cuyo cultivo se centraba en comarcas muy definidas. Se caracterizaban por su buena adaptación a sus ecosistemas y podrían tener interés genético en virtud de su adaptación. Se encontraban diseminadas por todas las regiones fruteras españolas, aunque eran especialmente frecuentes en la España húmeda. Estas se podían clasificar en dos subgrupos: de mesa y de cocina (aunque algunas tenían aptitud mixta).
'Decana del Comicio' es una variedad clasificada como de mesa, difundido su cultivo en el pasado por los viveros comerciales y cuyo cultivo en la actualidad se ha reducido a huertos familiares y jardines privados.

## Pera IGP en Saboya
Las cualidades gustativas de las peras 'Doyenné du Comice' cultivadas en Saboya fueron reconocidas en 1996 por una IGP (Indicación Geográfica Protegida) en las manzanas y peras de Saboya. En 2012 fue la única IGP obtenida para esta variedad en Francia.

## Características

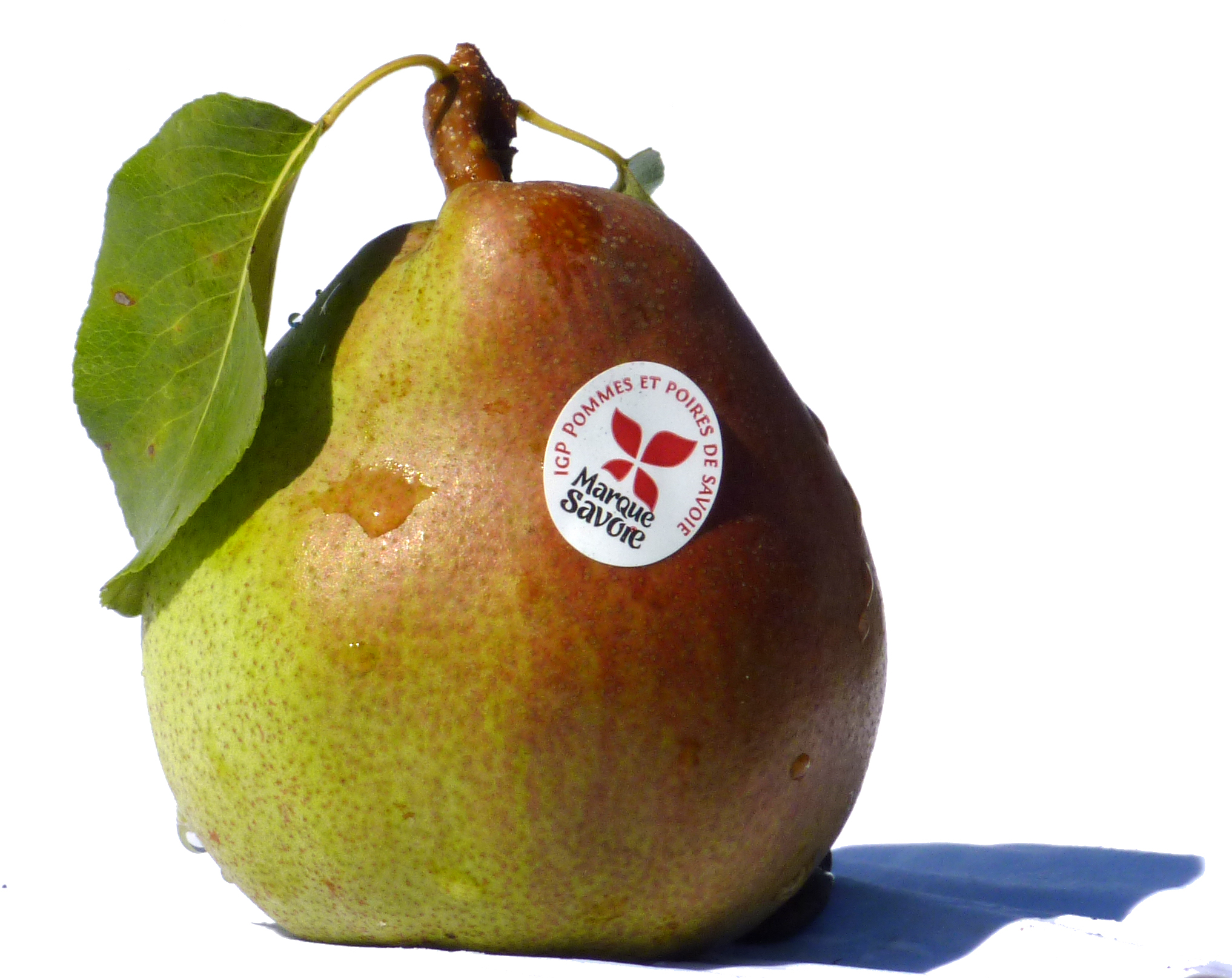
Pera "Comice IGP Savoie".

El peral de la variedad 'Decana del Comicio' tiene un vigor medio; florece a inicios de mayo; tubo del cáliz pequeño, en forma de embudo con conducto medio o largo, a veces ensanchado hacia el corazón, y con pistilos verdes.
La variedad de pera 'Decana del Comicio' tiene un fruto de tamaño medio a grande; forma variable tanto turbinada o piriforme ventruda, muy rara vez oval, simétrica o asimétrica, con un lado más desarrollado, con cuello corto, más o menos acentuado, a veces sin cuello, y contorno irregularmente redondeado u ondulado con tendencia a pentagonal; piel algo basta, mate o lisa y brillante y seca; con color de fondo amarillo  verdoso o dorado, chapa muy variable en color e intensidad, sobre color lavado de rojo claro a veces tachonada de rojo vivo o sin chapa, presentando punteado abundante, menudo, ruginoso-"russeting", con aureola verdosa poco perceptible, así mismo zona ruginosa-"russeting" suave alrededor de la base del pedúnculo y más áspera, formando anillos concéntricos en la cavidad del ojo. Pequeñas manchitas o maraña ruginosa diseminadas irregularmente por toda la superficie, "russeting" (pardeamiento áspero superficial que presentan algunas variedades) medio; pedúnculo de longitud corto, medio o grueso, bastante más engrosado en su extremo superior, leñoso o parcialmente carnoso, de color castaño claro con pequeñas lenticelas blanquecinas, recto, implantado derecho o ligeramente oblicuo, cavidad peduncular muy estrecha, poco o medianamente profunda, mamelonada,  excepcionalmente nula; anchura de la cavidad calicina con una anchura media o amplia, estrechándose mucho en el fondo, bastante profunda, con borde irregular, fuertemente ondulado; ojo muy pequeño, cerrado o semicerrado. Sépalos en general, convergentes en la base, con las puntas rizadas o rotas, algunos sépalos erectos por lo que queda el ojo entreabierto.
Carne de color blanco amarillenta, verdosa bajo la piel; textura fundente, jugosa; sabor aromático, muy pronunciado, ligeramente alimonado, dulce, muy bueno; corazón pequeño o medio, fusiforme o redondeado. Eje amplio en la parte superior, estrechándose bruscamente, en general relleno, a veces hueco y lanoso en la parte más ancha y relleno en el resto. Celdillas elípticas, muy próximos al eje. Semillas grandes, más bien anchas, cara interna plana, ligeramente ganchudas en la inserción y con iniciación de espolón en la base, color castaño oscuro, no uniforme.
La pera 'Decana del Comicio' tiene una época de maduración y recolección tardía en invierno. Se usa sobre todo como pera de mesa.